# Helius mainensis
Helius mainensis är en tvåvingeart som först beskrevs av Alexander 1916.  Helius mainensis ingår i släktet Helius och familjen småharkrankar. Inga underarter finns listade i Catalogue of Life.